# Knut Dahlander

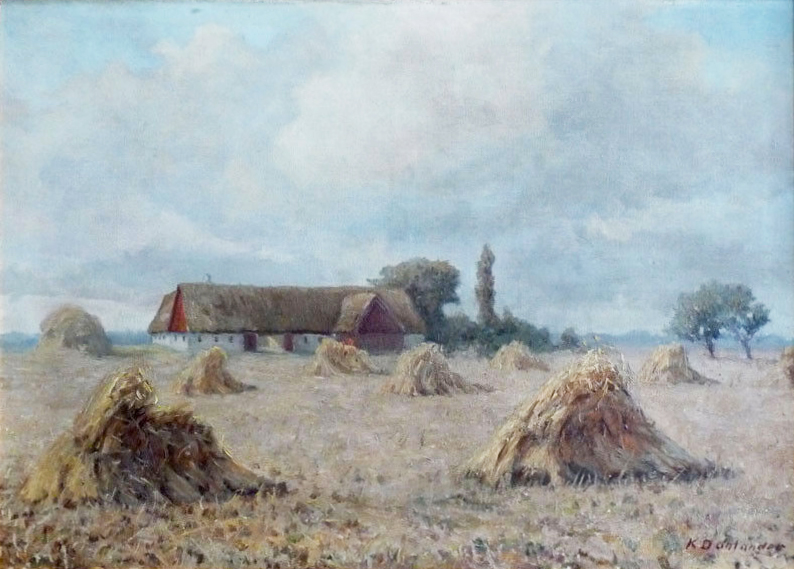
Fattoria dopo il raccolto. Olio su tela, c.1920 (collezione privata)

Knut Hjalmar Dahlander (Göteborg, 29 aprile 1883 – Limhamn, 14 febbraio 1933) è stato un pittore e incisore svedese.

## Biografia
Dahlander era il figlio dei mercanti Charles Hjalmar Dahlander e Paulina Constantia Wulffhagen. Studiò arte alla scuola di pittura di Vermehren a Copenaghen (1906-1908) e alla Kunstnernes Studieskole di Johan Rohde (1909-1913). Nella primavera del 1909 intraprese un viaggio di studio in Italia con Oluf Høst, un importante pittore espressionista danese. Nel 1914 si sposò con Gudrun Vilhelmina Jacobsen. 
In vita Dahlander realizzò solo una mostra personale, nel 1926 a Malmö, ma partecipò a diverse mostre collettive e, ogni anno, espose con la Skåne Art Association. Una mostra commemorativa della sua arte fu organizzata dall'associazione artistica di Skåne nel 1934. 
Dahlander si è dedicato principalmente alla pittura di paesaggio, con occasionali incursioni nella ritrattistica e nella pittura di interni. Come incisore, si è dedicato alla litografia e all'acquaforte. Le sue opere sono esposte in diversi musei nordici, tra cui il Museo nazionale di Stoccolma .